# Jiro Nakamura
Jiro Nakamura (中村 仁郎 Nakamura Jiro?), född 22 augusti 2003 i Osaka prefektur, är en japansk fotbollsspelare.
Nakamura började sin karriär 2019 i Gamba Osaka.